# Ovogonie
Les ovogonies sont des cellules souches de la lignée germinale chez la femme.
Elles sont issues des cellules germinales primordiales. Ces cellules sont appelées ovogonies dès qu'elles entrent dans les gonades, durant la vie de l'embryon. Il s'agit de cellules diploïdes.
On en trouve six à sept millions au cinquième mois de la grossesse, pour atteindre son stock définitif au septième mois de grossesse (32ème semaine d'aménorrhée). Elles vont entrer en méiose par vagues successives dès la onzième semaine de vie embryonnaire. 